# Steve Chettle
Stephen ("Steve") Chettle (Nottingham, 27 september 1968) is een Engels voormalig voetballer die 14 seizoenen voor Nottingham Forest uitkwam, van 1986 tot 1999. Hij was een verdediger die zowel centraal als op rechts uit de voeten kon.
Chettle won twee keer op rij de League Cup met Nottingham Forest, in 1989 en 1990. Hij was ook twee seizoenen aanvoerder van Forest, van 1997 tot 1999.

## Clubcarrière
Chettle verdedigde 14 seizoenen de kleuren van Nottingham Forest. Hij speelde meer dan 500 officiële wedstrijden, waarvan 415 wedstrijden in competitieverband. Onder leiding van manager Brian Clough kwam hij met Nottingham Forest uit in de Premier League, behalve tijdens de seizoenen 1993/1994 en 1997/1998. In het seizoen 1990/1991 verloor hij met Nottingham Forest de finale van de FA Cup. Tottenham Hotspur won de FA Cup na een spannende verlenging. Een eigen doelpunt van Des Walker, jarenlang zijn partner in de defensie, volstond uiteindelijk voor Spurs (1-2). Eerder had Chettle twee keer de League Cup gewonnen, in 1989 en 1990. Terwijl spelers kwamen en gingen, bleef Chettle de club trouw. Chettle speelde bij Forest met spelers als Des Walker, Stuart Pearce, Nigel Clough (spits en zoon van Brian), Steve Stone, Stan Collymore en Pierre van Hooijdonk. Na het seizoen 1996/1997 erfde hij de aanvoerdersband van de vertrokken clublegende Stuart Pearce. 
Na zijn vertrek bij Forest in 1999 speelde Chettle drie seizoenen voor Barnsley (waarvan een half seizoen op huurbasis), waar hij 92 keer in actie kwam en 3 keer scoorde. 
Chettle beëindigde zijn loopbaan in 2005 op amateurniveau, nadat hij voor Grimsby Town en Burton Albion had gespeeld.

## Erelijst
| Competitie        |                   |                   |
| Competitie        | Aantal            | Jaren             |
| Nottingham Forest | Nottingham Forest | Nottingham Forest |
| ----------------- | ----------------- | ----------------- |
| League Cup        | 2×                | 1988/89, 1989/90  |